# Zdenka Podkapová
Zdenka Podkapová (ur. 6 sierpnia 1977 w Brnie) – czeska modelka, była gimnastyczka i aktorka filmów erotycznych. Znana także jako Zdenka, Zdeňka Popová czy Zdenka Novotná.

## Życiorys
Urodziła się w Brnie. Jej brat został strażakiem. Przez dziesięć lat trenowała gimnastykę, przez pięć lat była zawodniczką narodowej drużyny czeskiej. Wystąpiła czterokrotnie na mistrzostwach Czech. Studiowała ekonomię w szkole. 
Została odkryta podczas biegania przez agenta i w 1996 wzięła udział w pierwszej rozbieranej sesji zdjęciowej. W 1998 po raz pierwszy skontaktowała się z redakcją słynnego magazynu dla mężczyzn „Penthouse”. W 1999 w kwietniowym numerze została w końcu wybrana „Maskotką Miesiąca” (Pet of the Month), a w 2001 zdobyła tytuł „Maskotki Roku” (Pet of the Year 2001). Była ona pierwszą dziewczyną z Czech i drugą z Europy, która zdobyła ten tytuł.
Wśród licznych publikacji, znalazła się na okładkach magazynów dla dorosłych takich jak „Maxim”, „Stuff”, „FHM”, „Perfect 10”, „Ironman”, „Perfection”, „Nuts”, „QUO”, „Gallery”, „Perfection”, „Esquire”, „Front” czy „Sie7e” (w lipcu 2006). Pracowała jako modelka zarówno dla lateksowej marki mody Atsuko Kudo, jak i bielizny Shirley of Hollywood. Współpracowała także z Suze Randall.
Pojawiła się także w kilku filmach dla dorosłych znanego reżysera porno Andrew Blake’a, w tym Secret Paris (2000) z Sophie Evans czy Decadence (2000) z Anitą Blond i Tonim Ribasem. Z kolei James Hoffer zrealizował Zdenka & Friends (2005) ze Stormy Daniels.